# Cheumatopsyche marieni
Cheumatopsyche marieni är en nattsländeart som först beskrevs av Jacquemart 1965.  Cheumatopsyche marieni ingår i släktet Cheumatopsyche och familjen ryssjenattsländor. Inga underarter finns listade i Catalogue of Life.